# Santa Eulàlia (metropolitana di Barcellona)
Santa Eulàlia è una stazione della linea 1 della metropolitana di Barcellona semisotterranea situata a lato della calle Santiago Ramón y Cajal a Hospitalet de Llobregat, nel quartiere di Santa Eulàlia.
L'antica stazione fu inaugurata nel 1932 ad alcuni metri di distanza dall'attuale con il nome di Bordeta Cocheras, dato che nei pressi sorgevano le Cocheras (depositi) di Santa Eulalia. La stazione faceva parte del Ferrocarril Metropolitano Transversal. Tra il 1980 e il 1983 la stazione fu chiusa così da permettere la costruzione della nuova stazione e il prolungamento della nuova Linea1 verso Hospitalet de Llobregat.
La nuova stazione fu inaugurata nel 1983 con il tratto Bordeta-Torrassa, divenne da allora una stazione della L1 e cambiò il suo nome nell'attuale forma catalana di Santa Eulàlia.